# Риспебьерг

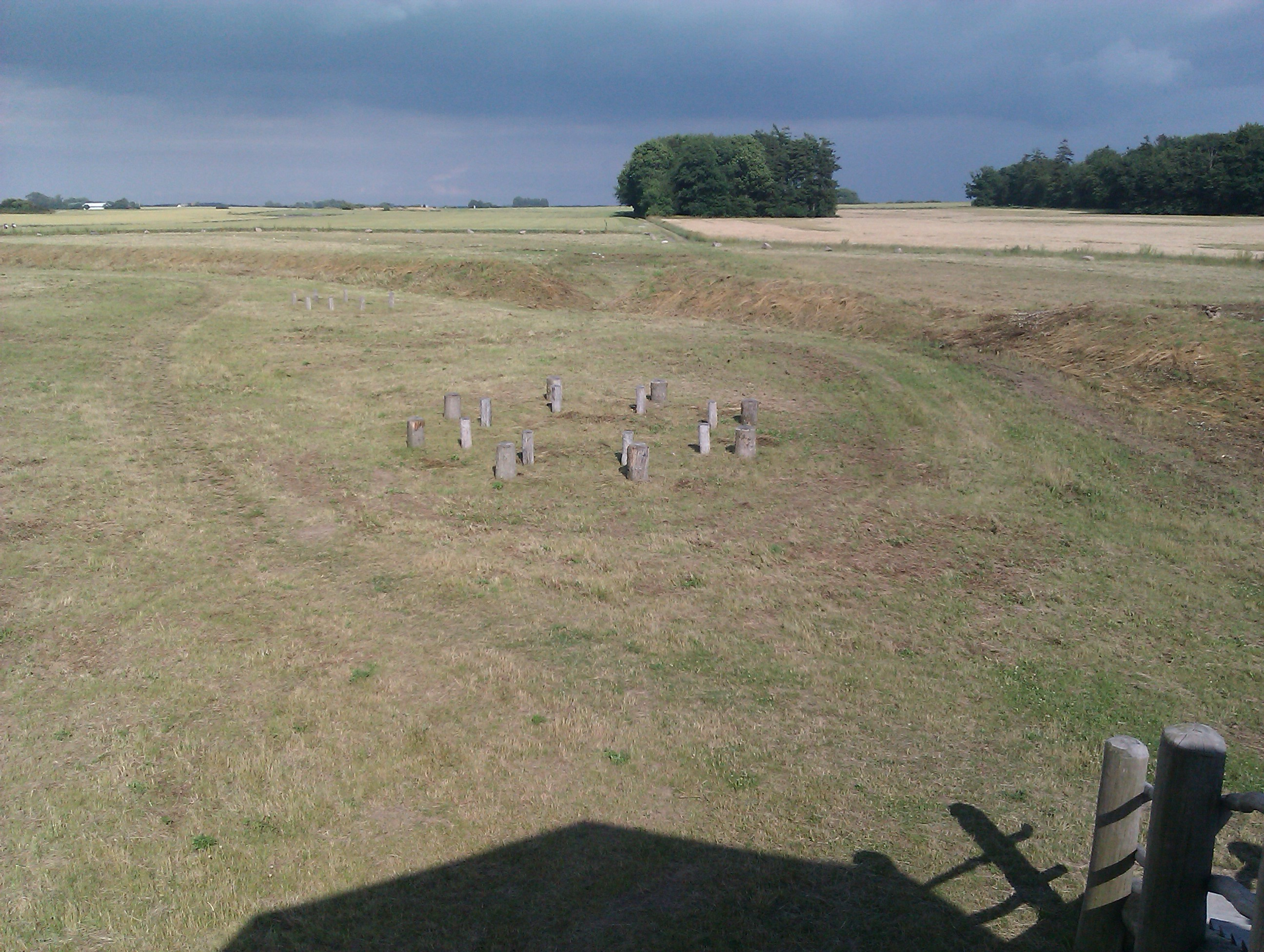

Риспебьерг (дат. Rispebjerg) — археологический памятник (хендж) на датском острове Борнхольм. Расположенный в 7 километрах к западу от деревни Сногебек на пути к деревне Педерскер, он представляет собой остатки неолитического святилища солнца и земляных сооружений железного века.

## Описание
Риспебьерг граничит с долиной Элеодален, на местности отмечен полукруглым валом эпохи железного века 3 метра в высоту и сухой канавой, глубиной 2 метра, время создания которой датируются примерно 2000 лет назад. Есть также следы трёх 5000-летних (ок. 2800 г. до н. э.) вудхенджей, один из которых был воссоздан по оригинальным отверстиям в земле, оставшимся от древесных стволов, что позволяет получить общее представление о размерах древнего памятника. Со смотровой башни доступен обзор всего исторического места.

## Исследования
Памятник был обнаружен в 1897 году, когда вблизи него нашли шесть кремнёвых топоров и четыре кремнёвых зубила, датируемых серединой неолита. В следующем году было найдено ещё 13 кремнёвых топоров и два долота, что сделало Риспебьерг одним из главных мест находок подобных изделий в этой местности. Поскольку все находки были сделаны в одном месте, оно, возможно, имело религиозное значение.
Риспебьерг содержит ряд деревянных кругов, созданных более 2800 лет назад. Обожжённые куски глины, кремня и кости, обнаруженные в нём, позволили предположить, что это сооружение являлось святилищем Солнца, где совершались жертвоприношения. Также были обнаружены ритуальные глиняные диски с солнечными знаками, закопанные по противоположным краям. Возможно, деревянные круги были построены в течение трёх отдельных периодов.